# Egaleo FC
Egaleo FC (Grieks: ΠΑΕ Αθλητικός Όμιλος Αιγάλεω) is een Griekse voetbalclub uit Athene. Zijn thuiswedstrijden speelt Egaleo in het Korydallo. De clubkleuren zijn wit en blauw.

## Geschiedenis
Egaleo werd opgericht in 1931 als Ierapolis Sports Association, door Demetrios Haniotis en Georgios Aronis. In 1946 fuseerden vier clubs in Aigaleo Sports Club. Deze club dwong in seizoen 1960/1961 voor het eerst promotie naar de hoogste divisie van het Griekse voetbal af.
De club kende vijf periodes op het hoogste niveau. In zijn allereerste seizoen op het hoogste niveau eindigde Egaleo veertiende op zestien clubs, waardoor de club zich net kon redden. Na een tiende plaats in het seizoen daarop eindigde Egaleo in het seizoen 1963/64 laatste, waardoor de club na drie seizoenen weer naar de Beta Ethniki degradeerde. Een seizoen later stond de club evenwel weer op het hoogste niveau. De tweede periode van de club zou uiteindelijk de langste worden in de clubgeschiedenis, namelijk tien seizoenen. Egaleo zette zijn beste resultaat neer in het seizoen 1970/71, toen de club vijfde eindigde op achttien clubs. In het seizoen 1974/75 eindigde de club vijftiende, wat gepaard ging met een degradatie.
De derde en vierde periode van Egaleo op het hoogste niveau duurde telkens slechts twee seizoenen, respectievelijk van 1977 tot 1979 en van 1983 tot 1985. In 2001 keerde de club na zestien jaar afwezigheid weer terug naar het hoogste niveau. De club veroverde tijdens zijn vijfde periode op het hoogste niveau vier seizoenen op rij een Europees ticket: in de seizoenen 2001/02 en 2002/03 veroverde Egaleo telkens een ticket voor de UEFA Intertoto Cup, in het seizoen daarop leverde de vijfde plaats (op zestien clubs) een ticket voor de UEFA Cup op. Onder leiding van de Belgische trainer Stéphane Demol stroomde Egaleo in het seizoen 2004/05 door naar de groepsfase van de UEFA Cup. Egaleo eindigde dat seizoen zesde, waardoor het zich voor de derde keer in de clubgeschiedenis plaatste voor de Intertoto. In 2007 zakte Egaleo na zes opeenvolgende seizoenen op het hoogste niveau weer naar de Beta Ethniki.

## Egaleo in Europa
#R = #ronde, Groep = groepsfase, T/U = Thuis/Uit, W = Wedstrijd, PUC = punten UEFA coëfficiënten .
Uitslagen vanuit gezichtspunt Egaleo FC
| Seizoen | Competitie    | Ronde        | Land                          | Club              | Totaalscore | 1e W    | 2e W    | PUC |
| ------- | ------------- | ------------ | ----------------------------- | ----------------- | ----------- | ------- | ------- | --- |
| 2002    | Intertoto Cup | 3R           | Vlag van Engeland             | Fulham FC         | 1-2         | 0-1 (U) | 1-1 (T) | 0.0 |
| 2003    | Intertoto Cup | 3R           | Vlag van Slovenië             | FC Anet Koper     | 4-5         | 2-3 (T) | 2-2 (U) | 0.0 |
| 2004/05 | UEFA Cup      | 1R           | Vlag van Turkije              | Gençlerbirliği SK | 2-1         | 1-0 (T) | 1-1 (U) | 4.0 |
|         |               | Groep E      | Vlag van Engeland             | Middlesbrough FC  | 0-1         | 0-1 (T) |         | 4.0 |
|         |               | Groep E      | Vlag van Servië en Montenegro | FK Partizan       | 0-4         | 0-4 (U) |         | 4.0 |
|         |               | Groep E      | Vlag van Italië               | Lazio Roma        | 2-2         | 2-2 (T) |         | 4.0 |
|         |               | Groep E (5e) | Vlag van Spanje               | Villarreal CF     | 0-4         | 0-4 (U) |         | 4.0 |
| 2005    | Intertoto Cup | 3R           | Vlag van Litouwen             | FK Žalgiris       | 4-5         | 1-3 (T) | 3-2 (U) | 0.0 |

Totaal aantal punten voor UEFA coëfficiënten: 4.0
Zie ook
- Deelnemers UEFA-toernooien Griekenland
- Ranglijst van alle clubs die in de diverse Europa Cups zijn uitgekomen

## Bekende (oud-)spelers
- Delvechio Blackson
- Bennard Yao Kumordzi

## Bekende (oud-)trainers
- Stéphane Demol
- Ilie Dumitrescu
- Lefter Küçükandonyadis
- Krzysztof Warzycha

Groep Nord:
Anagennisi Karditsa FC ·
Asteras Tripolis 2 ·
Iraklis FC ·
Kampaniakos FC ·
AO Kavala ·
Makedonikos ·
Nestos Chrysoupolis ·
Niki Volos ·
PAOK Saloniki B ·
PAS Giannina 

Groep Zuid:
Athens Kallithea · 
Egaleo FC ·
Ellas Syrou ·
GS Ilioupolis ·
GS Marko ·
Kalamata FC ·
Olympiakos Piraeus B ·
PAE Chania ·
Panargiakos FC ·
Panionios